# Desmond Andrew Herbert
Desmond Andrew Herbert CMG (Diamond Creek, 17 giugno 1898 – Brisbane, 8 settembre 1976) è stato un botanico australiano.

## Biografia
Figlio di un frutticultore, Herbert studiò presso la Malvern State School e la Melbourne Church of England Grammar School; in seguito, si iscrisse all'Università di Melbourne, dove si laureò conseguendo un BSc nel 1918 e un MSc nel 1920.
Intraprese la sua carriera botanica nel 1919 come assistente botanico nella Sezioni Esplosivi del Dipartimento Miniere dell'Australia Occidentale.
Successivamente, fu nominato botanico bconomico e patologo delle piante per l'Australia Occidentale e in part-time tenne lezioni di botanica agricola e di patologia delle piante presso l'Università del Western Australia. In questo periodo, compì molte spedizioni finalizzate alla raccolta di campioni nel sudovest dell'Australia Occidentale e pubblicò alcuni taxa di piante, fra i quali Logania tortuosa, Melaleuca coronicarpa, Daviesia uniflora, Xanthorrhoea brevistyla e Xanthorrhoea nana (Dwarf Grasstree) sono tuttora validi.
Nel 1921, pubblicò il volume The Poison Plants of Western Australia.
Sempre nel 1921, Herbert ottenne l'incarico di professore di Fisiologia e Patologia delle Piante presso l'Università delle Filippine.
L'11 dicembre 1922 sposò la sua assistente Vera McNeilance Prowse, figlia di John Henry Prowse, con cui ebbe due figli e due figlie.
Herbert fece ritorno in Australia nel 1924, entrando nel Dipartimento di Botanica dell'Università del Queensland.
All'inizio ebbe l'incarico di lettore, ma nel 1929 conseguì il titolo di D.Sc. presso l'Università di Melbourne e nel 1935 gli fu assegnato un D.Sc. onorario dall'Università del Queensland.
Nel 1946 fu promosso professore associato. Due anni dopo fu nominato acting professor e poco tempo dopo professore di Botanica. Successivamente fu nominato Decano della Facoltà di Scienze.
Herbert fu presidente del Queensland Naturalists' Club nel 1926, della Royal Society of Queensland nel 1928, della sezione botanica dell'Australian and New Zealand Association for the Advancement of Science nel 1932, della Horticultural Society of Queensland dal 1936 al 1942, della Orchid Society of Queensland nel 1940 e della sezione del Queensland dell'Australian Institute of Agricultural Science nel 1942.
Fu lettore in orticultura per l'Australian Broadcasting Commission, fece il giurato in competizioni di giardinaggio e scrisse per il Sunday Mail.
Nel 1952 pubblicò una raccolta dei suoi articoli scritti per il Sunday Mail chiamata Gardening in Warm Climates.
Nel corso della Seconda guerra mondiale aiutò a selezionare i siti dove svolgere ricerche sulla guerra chimica e fu coautore di un manuale di sopravvivenza per la Royal Australian Air Force dal titolo Friendly Fruits and Vegetables.
Herbert andò in pensione nel 1965 e un anno più tardi fu nominato membro dell'Ordine di San Michele e San Giorgio.
Morì nel Royal Brisbane Hospital l'8 settembre 1976 e il suo corpo fu cremato. Herbert era daltonico.

## Onorificenze
La specie Eucalyptus herbertiana fu così nominata in suo onore.